# Semelparitat i iteroparitat
La semelparitat i la iteroparitat són dues classes d'estratègies reproductives utilitzades pels organismes. Una espècie és considerada semèlpara si es caracteritza per tenir un únic cicle reproductiu abans de la seva mort, mentre que és iteròpara si té múltiples cicles reproductius al llarg de la seva vida. Alguns botànics utilitzen els termes paral·lels monocarpia i policarpia.
En les espècies veritablement semèlpares, la mort després de la reproducció és part d'una estratègia global que inclou utilitzar tots els recursos disponibles per maximitzar la reproducció, a costa de la vida futura del propi individu. En qualsevol població iteròpara alguns individus moren entre el seu primer i segon cicles reproductius, encara que, llevat que formi part d'una mort programada després de la reproducció, no es tractaria de semelparitat.
Aquesta distinció també està relacionada amb la diferència entre plantes anuals i perennes. Una planta és anual quan completa el seu cicle de vida en una estació sola, i és normalment semèlpara. Les plantes perennes viuen més d'una temporada i generalment, encara que no sempre, són iteròpares.
La semelparitat i la iteroparitat no són, en rigor, estratègies alternatives, sinó extrems d'un continu de formes possibles de reproducció. Molts organismes considerats semèlpars poden, sota condicions segures, separar el seu únic cicle reproductiu en dos o més episodis.

## Semelparitat

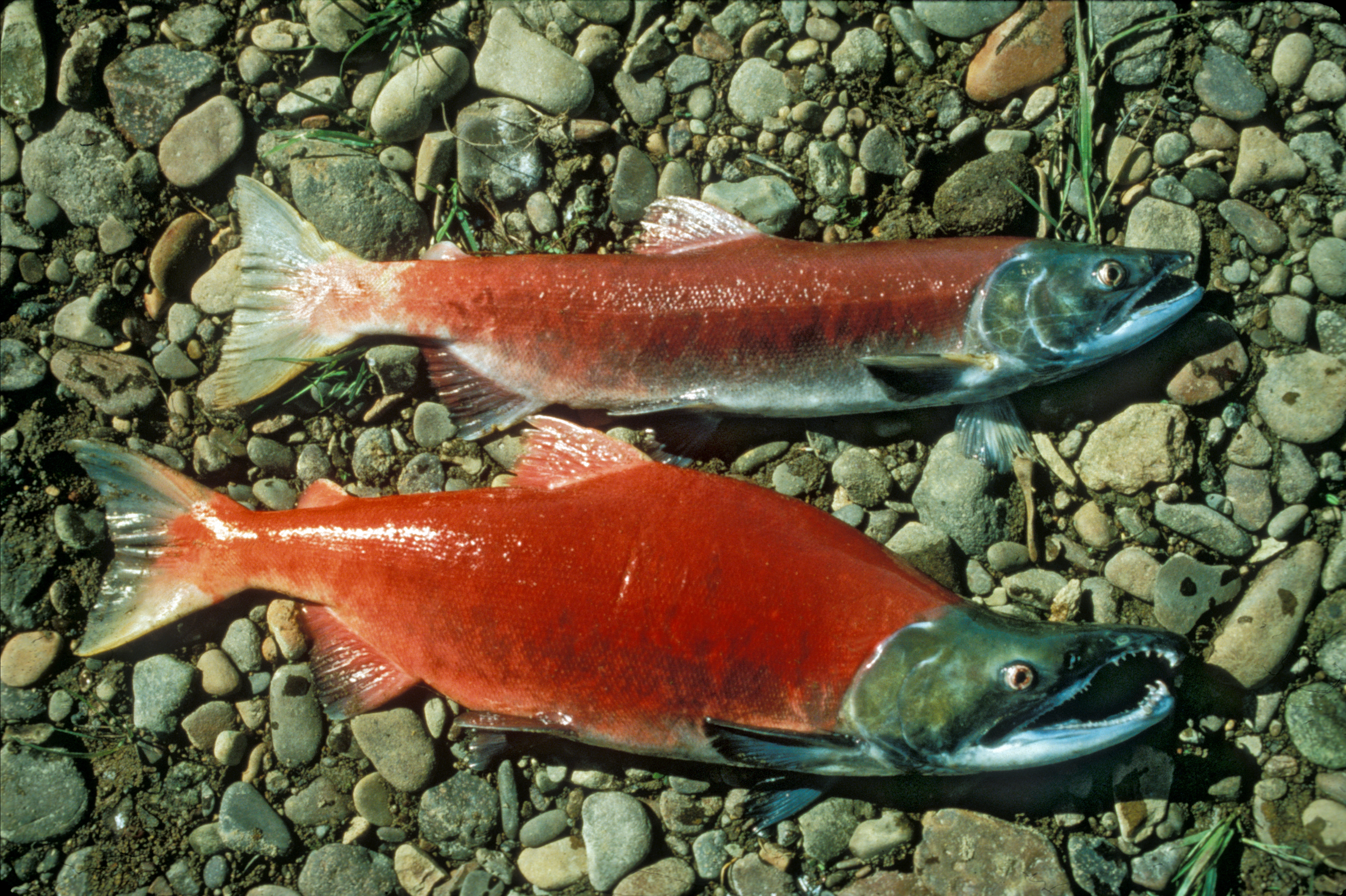
El salmó del Pacífic és un exemple d'organisme semèlpar

La paraula semelparitat va ser encunyada pel biòleg Lamont Cole, i prove de la unió de les paraules llatines semel 'un cop, una sola vegada' i pario 'engendrar'. La semelparitat també és coneguda com a reproducció "Big Bang", a causa que l'únic esdeveniment reproductiu dels organismes semèlpars és normalment llarg així com fatal. Un exemple clàssic d'un organisme semèlpar és el del salmó del Pacífic, el qual viu durant molts anys a l'oceà abans de remuntar un corrent d'aigua dolça fins al seu naixement, i a continuació fressar i morir. Altres animals semèlpars inclouen molts insectes, algunes espècies de papallones i efemeròpters, molts aràcnids, i alguns mol·luscs com algunes espècies de calamars i polps.
La semelparitat té lloc dins els osmèrids, però és molt rara en vertebrats que nos siguin peixos ossis. En amfibis, només es coneix entre granotes del gènere Hyla. En rèptils només té lloc en uns quants llangardaixos com Furcifer labordi del sud-oest de Madagascar i Sceloporus bicanthalis de les muntanyes altes de Mèxic. Entre els mamífers només té lloc en uns quants opòssums i dasiúrids marsupials. Les plantes anuals, inclosos tots els grans i verdures, són semèlpares. Entre les plantes semèlpares de vida llarga es troben les plantes centenàries del gènere Agave, Lobelia telekii, i algunes espècies de bambú.

## Iteroparitat

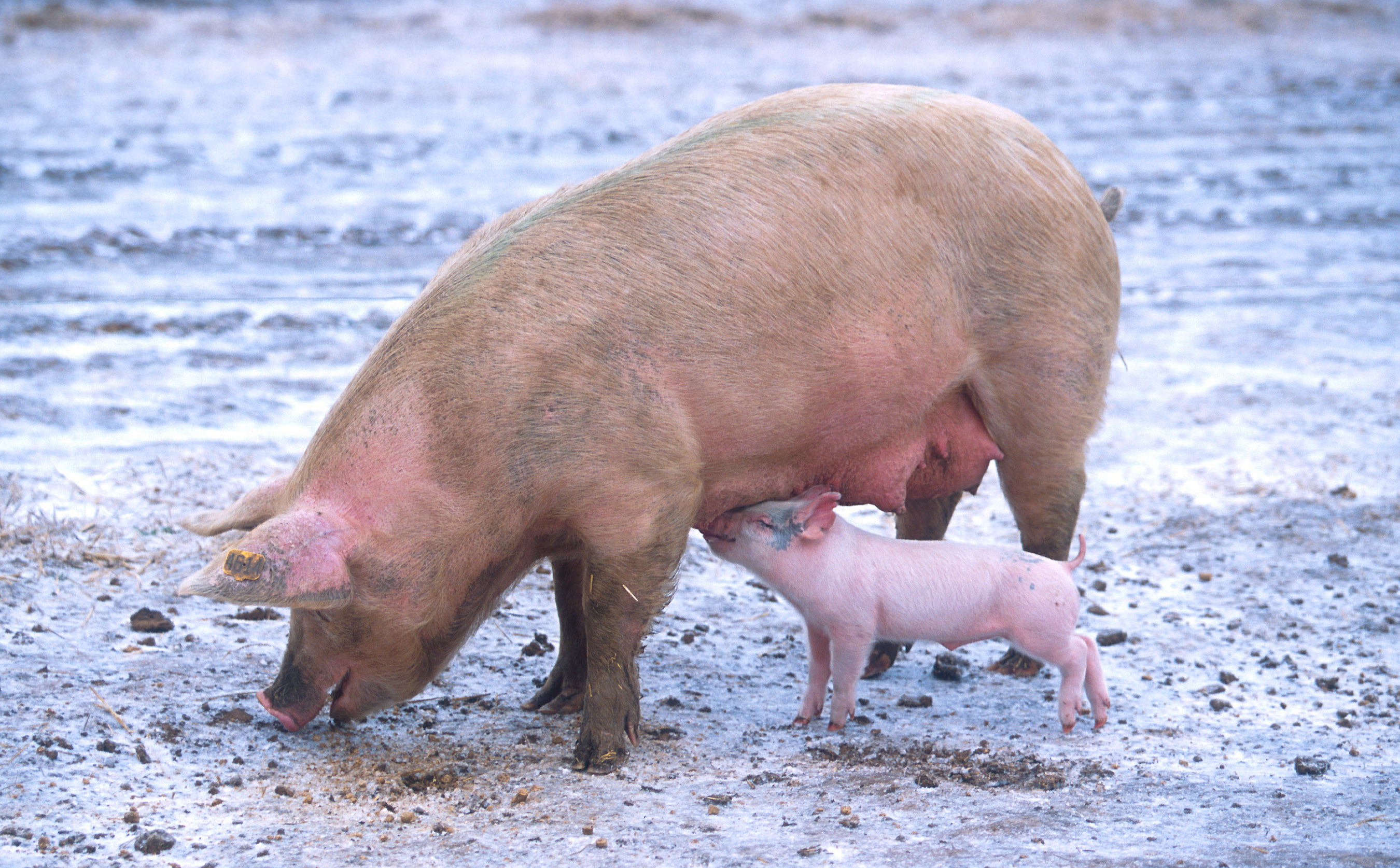
Un organisme iteròpar és aquell que pot experimentar molts cicles reproductius al llarg a de la seva dia. El porc és un exemple d'organisme iteròpar

El terme iteroparitat prové de la unió de les paraules llatines itero "repetir" i pario "engendrar". Un exemple d'organisme iteròpar és l'ésser humà. Encara que les persones poden escollir tenir només un fill o filla (o fins i tot cap), els éssers humans són capaços d'engendrar moltes vegades en el transcurs de les seves vides.
Els vertebrats iteròpars inclouen tots els ocells, la majoria de rèptils, virtualment tots els mamífers, i la majoria de peixos. Entre els invertebrats, la majoria de mol·luscs i molts insectes (per exemple, els mosquits i les paneroles) són iteròpars. La majoria de plantes perennes són iteròpares.